# Гладіатор (фільм, 1969)
«Гладіатор» — радянський чорно-білий історичний фільм 1969 року, знятий режисером Вельйо Кяспером на кіностудії «Талліннфільм».

## Сюжет
Фільм поставлено за мотивами роману А. Хінта «Берег вітрів». Це розповідь про нелегкий шлях у революцію «багатія з бідняків» Йонаса Тиху. У його житті відбувається війна, полон, втеча з полону, божевільний будинок, каторга, невдача в спробах розбагатіти, невдача в коханні. Йонас Тиху не встигне стати свідомим бійцем, але він піде на смертний бій за революцію поруч із чесними та працьовитими, як і він сам, людьми.

## У ролях
- Вітаутас Томкус — Іонас Тиху (дублював Борис Никифоров)
- Вія Артмане — Анні Тиху (дублювала Інна Виходцева)
- Хейно Раудсік — епізод (дублював Юрій Саранцев)
- Юріс Леяскалнс — епізод (дублював Артем Карапетян)
- Леонхард Мерзін — Лаар (дублював Віктор Рождественський)
- Арнольд Сіккел — Мягар (дублював Костянтин Тиртов)
- Валдеко Ратассепп — епізод
- Олександр Малтрон — епізод
- Лізл Лійса Ліндау — епізод
- Хейно Мандрі — підполковник
- Ніна Ургант — Маша
- Астріда Вецвагаре — Ліїна (дублювала Марія Виноградова)
- Довіле Томкуте — епізод
- Яан Саммул — епізод
- Катрін Вяльбе — епізод
- Еріх Рейн — епізод
- Едуард Ралья — солдат
- Сійна Юкскюла — епізод
- Хейно Отто — епізод
- Кальйо Коміссаров — солдат

## Знімальна група
- Режисер — Вельйо Кяспер
- Сценаристи — Олександр Борщаговський, Ааду Хінт
- Оператор — Михайло Дороватовський
- Композитор — Ян Ряетс
- Художник — Юрі Аррак